# Besges
Besges ist ein Stadtteil der osthessischen Stadt Fulda.
Der Stadtteil liegt westlich der Kernstadt am Haimberg. Im Ort treffen sich die Kreisstraßen 107 und 110.

## Geschichte
Erstmals urkundlich erwähnt wird das Dorf im Jahre 1239.
Im Türkensteuerregister der Fürstabtei Fulda aus 1605 ist der Ort unter Namen Beßgeß mit acht Familien erwähnt.
Am 1. August 1972 wurde die bis dahin selbstständige Gemeinde Besges im Zuge der Gebietsreform in Hessen durch Landesgesetz in die Stadt Fulda eingegliedert.

### Einwohnerentwicklung
| • 1812: | 9 Feuerstellen, 63 Seelen |

| Besges: Einwohnerzahlen von 1812 bis 2017 | Besges: Einwohnerzahlen von 1812 bis 2017 | Besges: Einwohnerzahlen von 1812 bis 2017 | Besges: Einwohnerzahlen von 1812 bis 2017 | Besges: Einwohnerzahlen von 1812 bis 2017 |
| --- | ----------------------------------------- | ----------------------------------------- | ----------------------------------------- | ----------------------------------------- |
| Jahr |                                           |                                           |                                           | Einwohner                                 |
| 1812 | 1812                                      |                                           | 63                                        | 63                                        |
| 1834 | 1834                                      |                                           | 75                                        | 75                                        |
| 1840 | 1840                                      |                                           | 70                                        | 70                                        |
| 1846 | 1846                                      |                                           | 85                                        | 85                                        |
| 1852 | 1852                                      |                                           | 84                                        | 84                                        |
| 1858 | 1858                                      |                                           | 84                                        | 84                                        |
| 1864 | 1864                                      |                                           | 73                                        | 73                                        |
| 1871 | 1871                                      |                                           | 65                                        | 65                                        |
| 1875 | 1875                                      |                                           | 66                                        | 66                                        |
| 1885 | 1885                                      |                                           | 72                                        | 72                                        |
| 1895 | 1895                                      |                                           | 70                                        | 70                                        |
| 1905 | 1905                                      |                                           | 60                                        | 60                                        |
| 1910 | 1910                                      |                                           | 60                                        | 60                                        |
| 1925 | 1925                                      |                                           | 77                                        | 77                                        |
| 1939 | 1939                                      |                                           | 71                                        | 71                                        |
| 1946 | 1946                                      |                                           | 90                                        | 90                                        |
| 1950 | 1950                                      |                                           | 99                                        | 99                                        |
| 1956 | 1956                                      |                                           | 73                                        | 73                                        |
| 1961 | 1961                                      |                                           | 74                                        | 74                                        |
| 1967 | 1967                                      |                                           | 61                                        | 61                                        |
| 1970 | 1970                                      |                                           | 70                                        | 70                                        |
| 1988 | 1988                                      |                                           | 79                                        | 79                                        |
| 2010 | 2010                                      |                                           | 106                                       | 106                                       |
| 2013 | 2013                                      |                                           | 108                                       | 108                                       |
| 2015 | 2015                                      |                                           | 116                                       | 116                                       |
| 2016 | 2016                                      |                                           | 119                                       | 119                                       |
| 2017 | 2017                                      |                                           | 120                                       | 120                                       |
| Datenquelle: Historisches Gemeindeverzeichnis für Hessen: Die Bevölkerung der Gemeinden 1834 bis 1967. Wiesbaden: Hessisches Statistisches Landesamt, 1968. Weitere Quellen: ; 2010,2012,2015,2016,2017: |                                           |                                           |                                           |                                           |

### Religionszugehörigkeit
Quelle: Historisches Ortslexikon
| • 1885: | ein evangelischer (= 1,39 %), 71 katholische (= 98,61 %) Einwohner |
| • 1961: | kein evangelischer, 74 katholische (= 100,00 %) Einwohner          |